# Sanhu Hu
Sanhu Hu är en sjö i Kina. Den ligger i provinsen Jiangxi, i den sydöstra delen av landet, omkring 39 kilometer nordost om provinshuvudstaden Nanchang. Arean är 0,23 kvadratkilometer. Trakten runt Sanhu Hu består huvudsakligen av våtmarker. Den sträcker sig 1,0 kilometer i nord-sydlig riktning, och 0,5 kilometer i öst-västlig riktning.
Genomsnittlig årsnederbörd är 2 373 millimeter. Den regnigaste månaden är juni, med i genomsnitt 357 mm nederbörd, och den torraste är oktober, med 36 mm nederbörd.